# Emblème du Brésil
L'emblème du Brésil existe depuis que le Brésil est devenu une république à la fin du XIXe siècle.
Il consiste d'un emblème central entouré par des branches de café à gauche et de tabac à droite, qui sont des cultures historiquement importantes au Brésil.
Dans le cercle central est représentée la constellation de la croix du Sud. L'anneau de 27 étoiles représente les 26 États brésiliens et le District fédéral.
La bande bleue contient le nom officiel du Brésil (république fédérative du Brésil) dans la première ligne ainsi que la date de l'établissement de la république (15 novembre 1889) dans la seconde ligne.

## Évolution

Blason du Brésil colonial (1500–1815)
Armoiries du Royaume-Uni de Portugal, du Brésil et des Algarves (1816–1821)
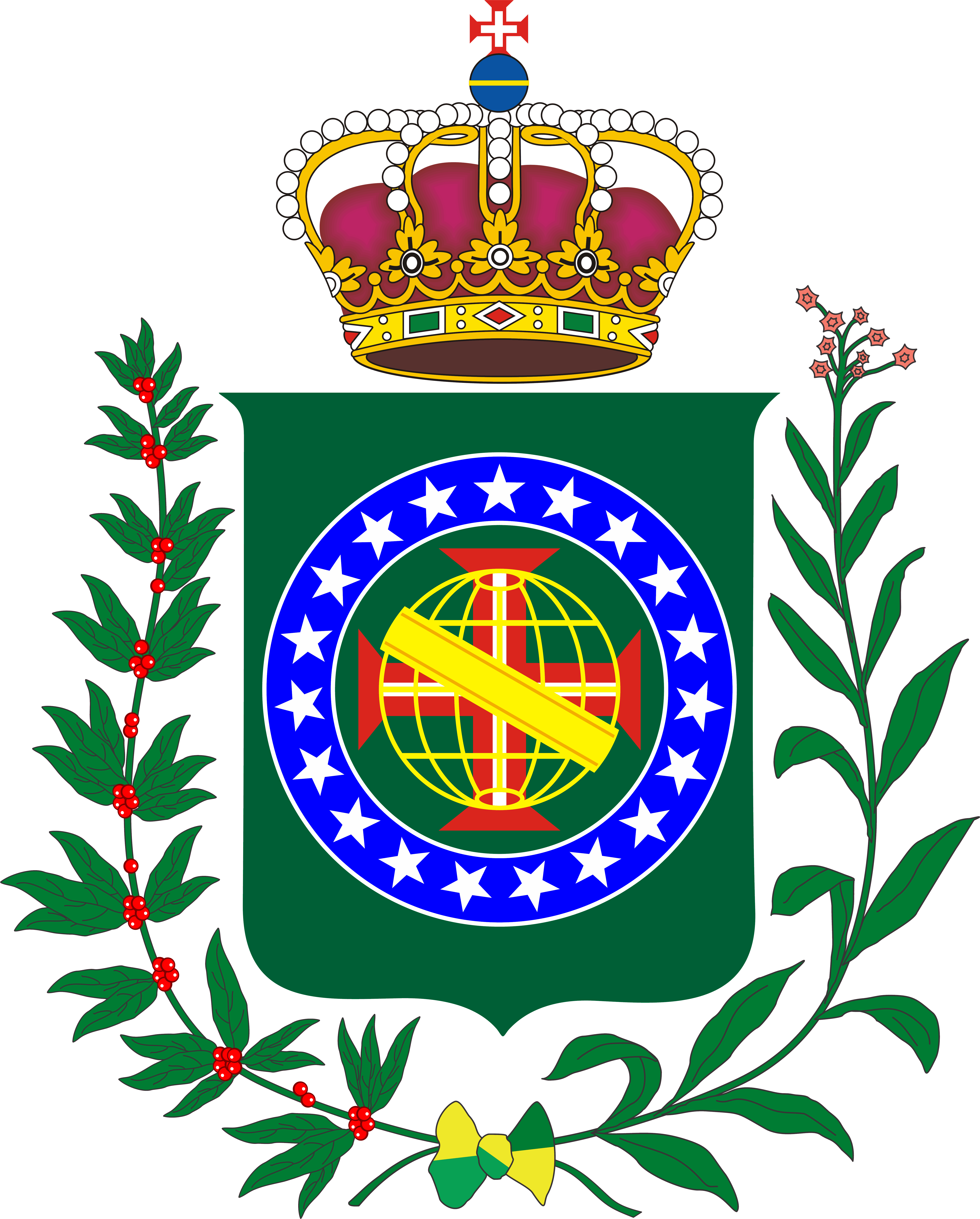
Armoiries de l'empire du Brésil (septembre à décembre 1822)
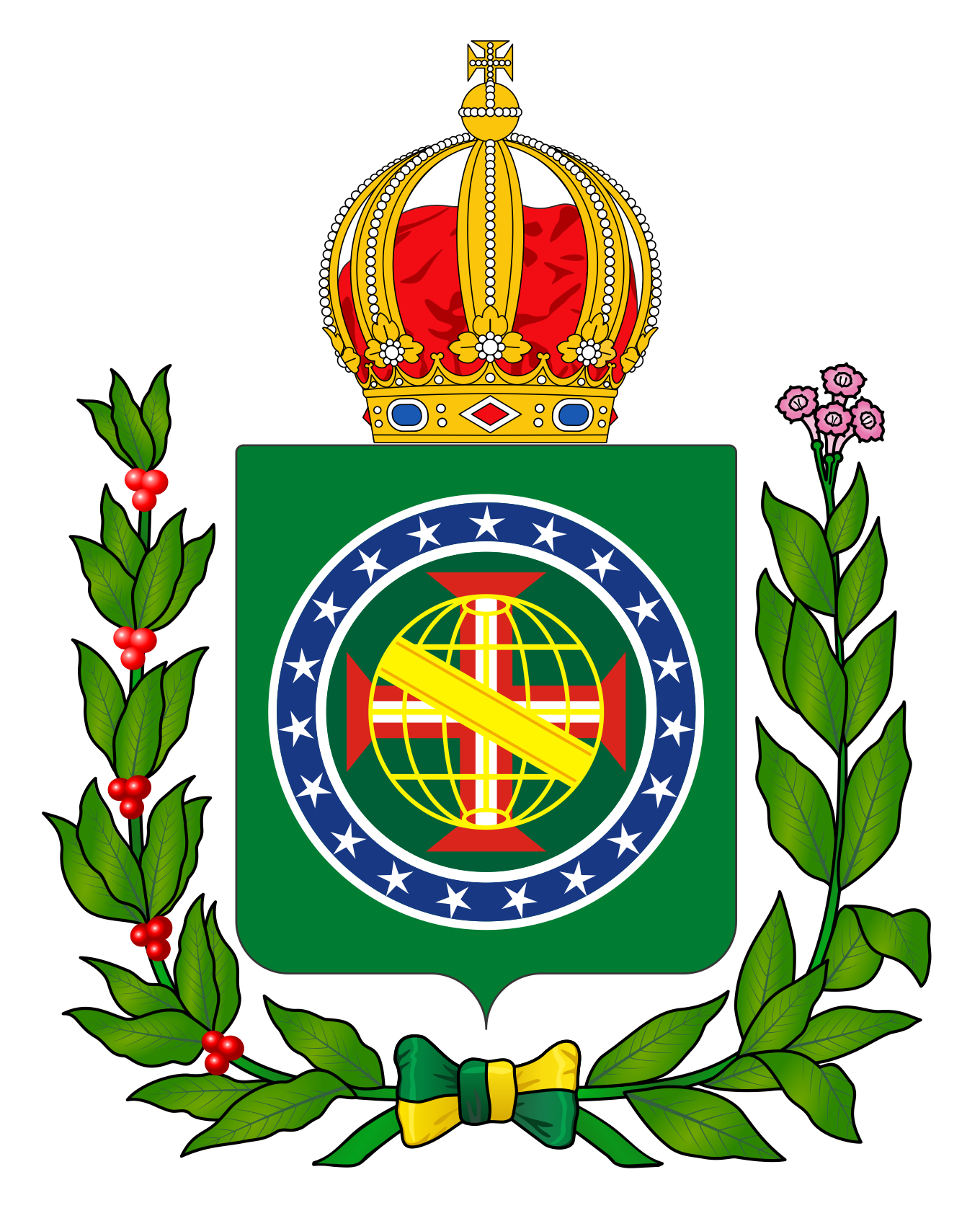
Armoiries de l'empire du Brésil (décembre 1822 à juillet 1840)
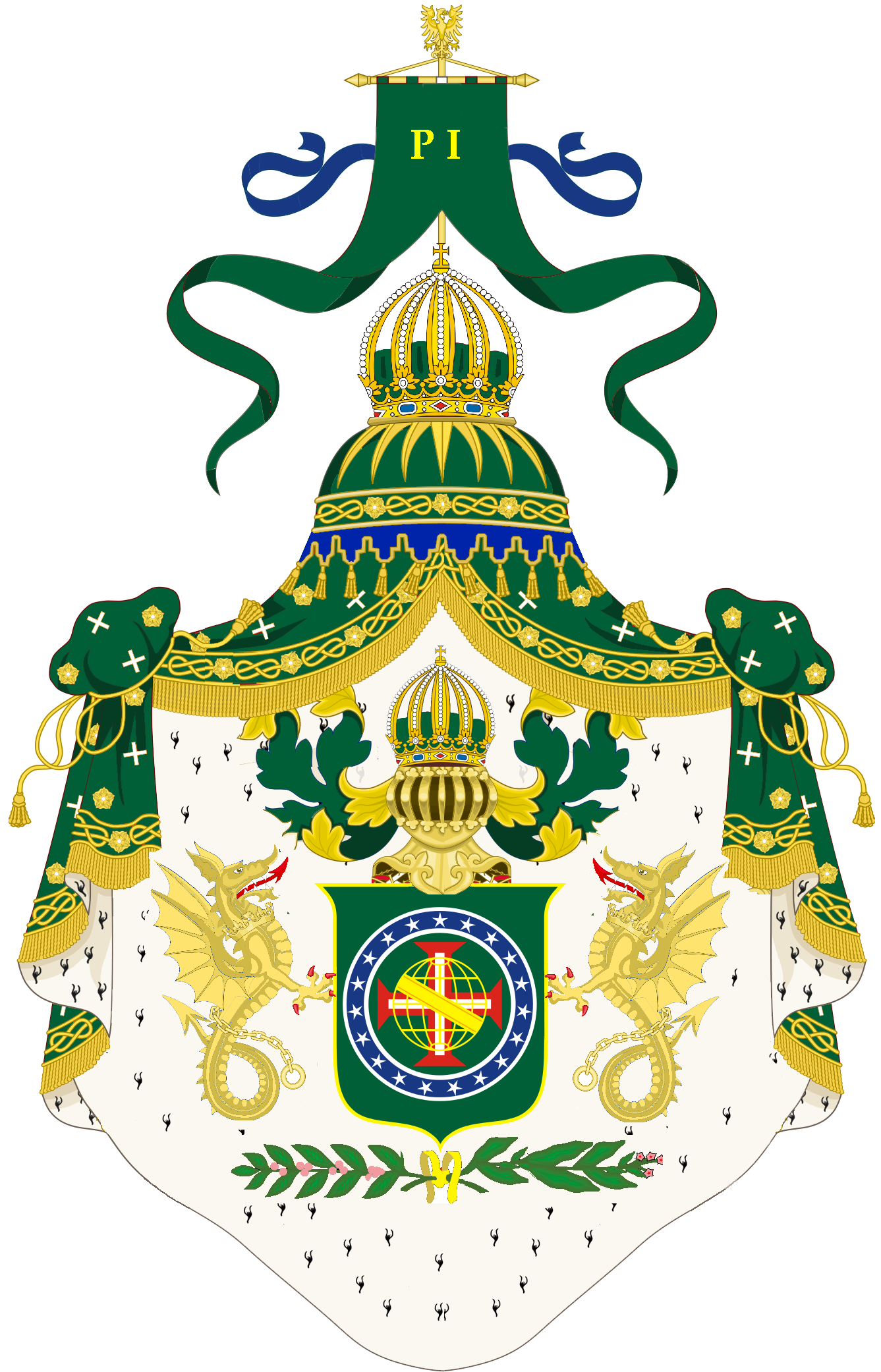
Grandes armoiries impériales (1822-1831)
Armoiries de l'empire du Brésil (1840-1889)
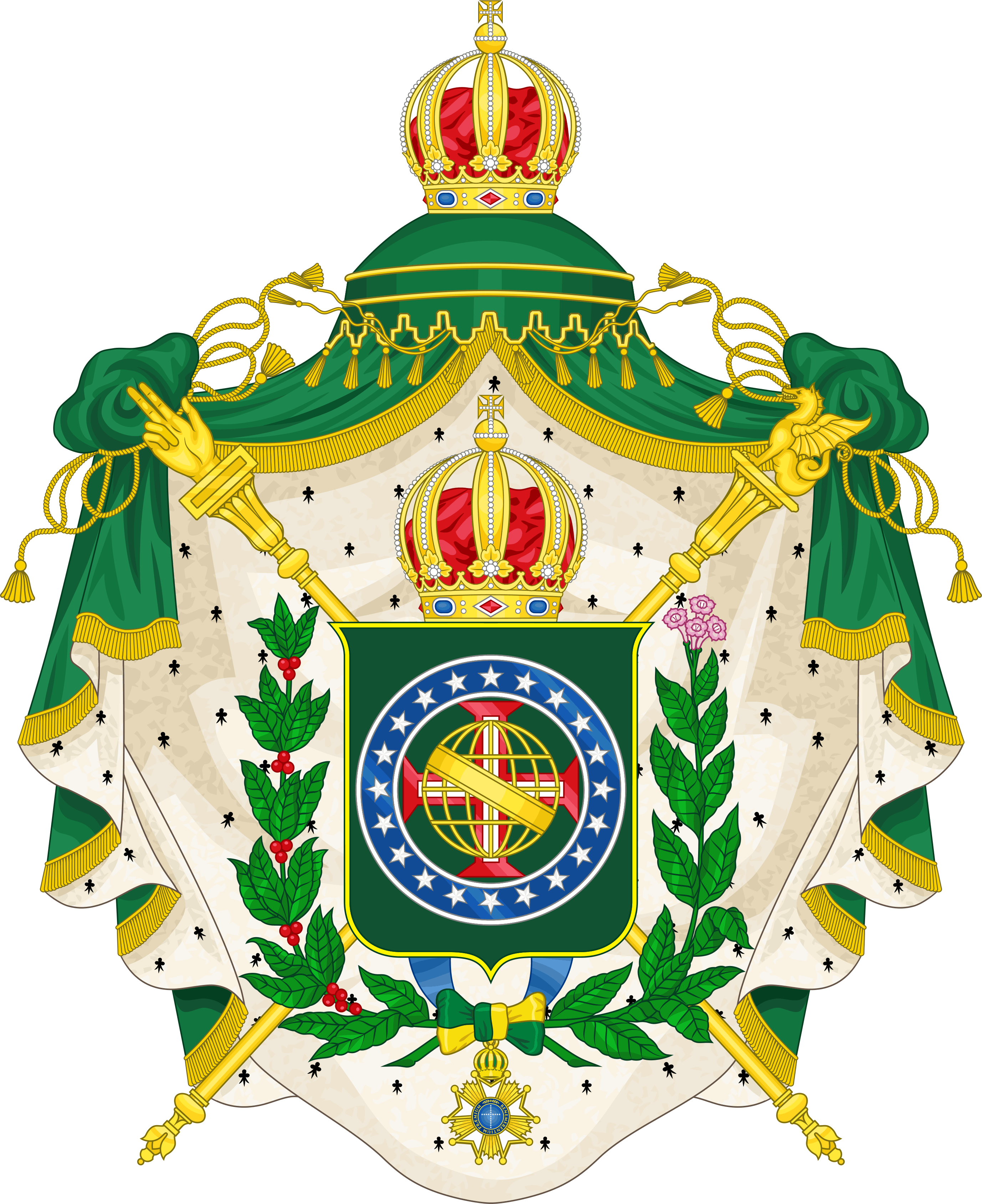
Grandes armoiries impériales (1840-1889)
Emblème de la république des États-Unis du Brésil (República Velha, 1889–1967)
Emblème de la république fédérative du Brésil (Estado Novo, 1968–1971)
Emblème de la république fédérative du Brésil (IIe République, 1971–1992)
Emblème de la république fédérative du Brésil (depuis 1992)